# Transportes Aéreos da Índia Portuguesa
Transportes Aéreos da Índia Portuguesa (Transport aérien de l'Inde portugaise) ou TAIP est une ancienne compagnie aérienne qui a opéré dans l'Inde portugaise de 1955 à 1961.
Pendant cette période, elle a fonctionné comme la compagnie aérienne nationale de l'Inde portugaise pour desservir Goa, Daman et Diu.

## Histoire
TAIP a été créée en 1955 en tant qu'entreprise publique liée au gouvernement général de l'Inde portugaise. Elle est initialement nommée STAIP (Serviços de Transportes Aéreos da Índia Portuguesa) (Services de transport aérien de l'Inde portugaise). La compagnie aérienne était communément désignée par l'acronyme TAIP.
L'objectif principal de la création de TAIP était de contrecarrer le blocus que l'Inde avait imposé aux territoires du Portugal que Nehru voulait annexer.
La création de TAIP s'est accompagnée du développement des installations aéroportuaires de Goa, Daman et Diu pour permettre l'exploitation de gros porteurs, permettant des liaisons aériennes avec ces territoires sans aucun recours aux infrastructures indiennes.
TAIP a été utilisée pour l'évacuation des civils de Goa vers Karachi avant l'invasion de Goa. Le jour de l'invasion (18 décembre 1961), un seul des DC-4 de TAIP se trouvait à l'aéroport de Dabolim et il a échappé au bombardement de cette installation, ainsi qu'un avion de TAP Portugal. Cette nuit-là, la piste a été réparée, permettant à deux avions de décoller pour Karachi d'où ils se sont rendus à Lisbonne. Les opérations de TAIP prennent alors fin.